# Imbecilla debilis
Imbecilla debilis är en insektsart som beskrevs av Irena Dworakowska 1970. Imbecilla debilis ingår i släktet Imbecilla och familjen dvärgstritar.
Artens utbredningsområde är Sudan. Inga underarter finns listade i Catalogue of Life.